# Драго Маловић
Драго Маловић (Никшић, 14. август 1924 — Подгорица, 12. мај 2014) био је црногорски и југословенски филмски, позоришни и телевизијски глумац. Најпознатији је по улози Радосава у серији Ђекна још није умрла, а ка' ће не знамо.

## Улоге
| Год.     | Назив                                             | Улога             |
| -------- | ------------------------------------------------- | ----------------- |
| 1970.-те |                                                   |                   |
| 1977.    | Шалајко (ТВ серија)                               |                   |
| 1980.-те |                                                   |                   |
| 1981.    | Пуста земља                                       |                   |
| 1982.    | Дечак је ишао за сунцем                           |                   |
| 1982.    | 13. јул                                           | црногорски старац |
| 1983.    | Дани Авној—а (ТВ мини серија)                     |                   |
| 1984.    | Чудо невиђено                                     | старац            |
| 1986.    | Лепота порока                                     | келнер            |
| 1987.    | У име народа                                      | поп               |
| 1987.    | Ђекна још није умрла, а ка’ ће не знамо ТВ филм   | Радосав           |
| 1987.    | То кад увати не пушта                             | Радосав           |
| 1988.    | Ђекна још није умрла, а ка' ће не знамо ТВ серија | Радосав           |
| 1989.    | Искушавање ђавола                                 | отац Лаврентије   |
| 1990.-те |                                                   |                   |
| 1990.    | Народни непријатељ                                | Радосав           |
| 1993.    | Виљушка се држи у лијеву руку                     | ђед               |
| 1995.    | Ориђинали                                         | Татомир           |
| 1999.    | У име оца и сина                                  | Вујадин           |
| 2000.-те |                                                   |                   |
| 2000.    | Горски вијенац                                    | кнез Јанко        |
| 2002.    | Акција Тигар                                      | ујак              |
| 2005.    | М(ј)ешовити брак                                  | стриц Вукашин     |